# Elezioni presidenziali in Slovenia del 2002
Le elezioni presidenziali in Slovenia del 2002 si tennero il 10 novembre (primo turno) e il 1º dicembre (secondo turno).

## Risultati
| Janez Drnovšek           | Democrazia Liberale di Slovenia                   | 508 014   | 44,39 | 586 847   | 56,52 |  |  |  |
| Barbara Brezigar         | Indipendente (SDS - N.Si)                         | 352 520   | 30,80 | 451 372   | 43,48 |  |  |  |
| Zmago Jelinčič Plemeniti | Partito Nazionale Sloveno                         | 97 178    | 8,49  |           |       |  |  |  |
| France Arhar             | Indipendente                                      | 86 836    | 7,59  |           |       |  |  |  |
| France Bučar             | Indipendente                                      | 37 069    | 3,24  |           |       |  |  |  |
| Lev Kreft                | Lista Unita dei Socialdemocratici                 | 25 715    | 2,25  |           |       |  |  |  |
| Anton Bebler             | Partito Democratico dei Pensionati della Slovenia | 21 165    | 1,85  |           |       |  |  |  |
| Gorazd Drevenšek         | Partito Nuovo                                     | 9 791     | 0,86  |           |       |  |  |  |
| Jure Jurček Cekuta       | Indipendente                                      | 6 184     | 0,54  |           |       |  |  |  |
| Totale                   | Totale                                            | 1 144 472 | 100   | 1 038 219 | 100   |  |  |  |
|                          |                                                   |           |       |           |       |  |  |  |
| Voti non validi          | Voti non validi                                   | 15 209    | 1,31  | 14 275    | 1,36  |  |  |  |
| Votanti                  | Votanti                                           | 1 159 681 |       | 1 052 494 |       |  |  |  |